# Sainte-Marcelline-de-Kildare
Sainte-Marcelline-de-Kildare är en kommun i provinsen Québec i Kanada. Den ligger i regionen Lanaudière, i den sydöstra delen av landet, 180 km öster om huvudstaden Ottawa.